# Przejście graniczne Świerczynowiec-Mosty koło Jabłonkowa (kolejowe)
Przejście graniczne Świerczynowiec-Mosty koło Jabłonkowa – dawne czesko-słowackie kolejowe przejście graniczne położone pomiędzy Mostami koło Jabłonkowa, a Świerczynowcem. 21 grudnia 2007 na mocy układu z Schengen zostało zlikwidowane. Znajdowało się u styku czeskiej linii nr 320 i słowackiej linii nr 127.